# Kurs obecné lingvistiky
Kurs obecné lingvistiky (francouzsky Cours de linguistique générale) je kniha sestavená Charlesem Ballym a Albertem Sechehayem, založená na poznámkách z přednášek Ferdinanda de Saussura na univerzitě v Ženevě v letech 1906–1911. Vyšla v roce 1916, tři roky po Saussurově smrti. Obecně se považuje za výchozí bod strukturalistické lingvistiky, která v první polovině 20. století vzkvétala v Evropě a Spojených státech.
Kurs obecné lingvistiky vyšel v Česku roku 1989 v překladu Františka Čermáka, nejnovější vydání je z roku 2008.
V Kursu Saussure pojal jazyk jako systém složený z různých celků a částí, které svou hodnotu nabývají podle pozice v tomto systému, resp. svou odlišností od ostatních částí. Představil v něm několik důležitých pojmů, které se později staly běžnou součástí lingvistiky, zejména rozlišení mezi jazykem a mluvou, synchronním a diachronním, označujícím a označovaném nebo syntagmatickými a asociativními vztahy.

## Jazyk a mluva
Saussure na jazyk nahlížel jako na systém, který teprve mluvčí realizují v promluvě. To jej přivedlo k rozlišení mezi jazykem a mluvou (v odborné literatuře se též užívá výraz „parole“) Jazykem Saussure rozuměl strukturu, v níž se výrazy asociují s pojmy v jazykový znak. Jazyk má sociální povahu: jednotlivec sám jej nemůže vytvářet ani měnit. Existuje jen díky společné dohodě mluvčích, kteří se jej takto rozhodli používat. Mluvou chápal jednotlivé realizace, kdy se mluvčí chápou jazyka coby systému a vyjadřují své myšlenky. Mluva je podle Saussura individuální akt vůle a inteligence.
Pojmům jazyk a mluva nadřadil pojmem řeč. Studium řeči rozdělil do dvou částí. Jedna má za svůj předmět jazyk coby systém. Tuto část považoval za primární. Druhá část se zabývá pouze mluvou. O obou částech ale tvrdil, že se vzájemně předpokládají. Jazyk je nutný, aby mluva byla srozumitelná. A na druhou stranu je mluva potřebná k tomu, aby se vytvořil jazyk.

## Povaha jazykového znaku
Jazykový znak má podle Saussura dvě od sebe neoddělitelné části: označujícího a označovaného. Tak například jazykový znak „strom“ se skládá jednak z označujícího, který má být psychickou reprezentací toho, co vnímáme (tedy například zvuků při vyslovení slova „strom“, v této souvislosti o označujícím mluví také jako o akustickém obrazu). A pak také z pojmu „strom“, tj. označovaného, kterým ale není myšlen konkrétní strom existující kdesi ve světě, ale spíš obecně sdílená představa stromu. 
Jazykový znak je arbitrární. Označující a označované jsou od sebe sice neoddělitelné jako rub a líc listu papíru, nejsou ale spjaty žádným vnitřním vztahem. Neexistuje žádná motivace proto, proč zrovna hlásky s-t-r-o-m označují v češtině pojem strom. Jde pouze o libovolnou konvenci. Stejnou funkci může stejně dobře vykonat jakýkoliv jiný označující.  
Saussure odmítal, že by slova byla jen nálepkami pro věci. To podle něj předpokládá předem vymezený soubor skutečností, pro který máme seznam výrazů, jimiž je pojmenováváme. Jazyk ale nemá být nomenklatura, tj. pouhé štítky pro jinak na jazyku nezávislé věci. Označující a označované se vzájemně vymezují. Zvuk od myšlenky, ani myšlenku od zvuku nelze oddělit.
V této souvislosti Saussura považoval za nevhodné mluvit v případě jazykových znaků o významu. Prosazoval termín hodnota. Například francouzské slovo „mouton“ (ovce) má stejný význam jako anglické slovo „sheep“, nikoliv ale tutéž hodnotu. Anglickým výrazem „sheep“ totiž nelze mluvit o skopovém mase. Hodnota jednoho jazykového znaku tedy vyplývá z přítomnosti dalších znaků v systému, resp. z rozdílů mezi znaky. Odlišná hodnota anglického slova „sheep“ od francouzského „mouton“ pak spočívá v tom, že v angličtině existuje pro skopové maso samostatný znak, který omezuje možnosti užívání znaku „sheep“. Z konceptuálního hlediska tak v jazyce nenacházíme předem dané ideje. Pojmy podle Saussura nejsou vymezeny svým obsahem, ale svými vztahy k ostatním termínům. Podobně to platí taky pro materiální stránku znaku. Fonické rozdíly mezi slovy umožňují každé slovo rozlišit od těch ostatních.
Saussura to přivedlo k závěru, že v jazyce existují pouze rozdíly:
| „                                                                                | Ať už si všímáme označovaného nebo označujícího, jazyk nemá ideje, ani hlásky, které by existovaly před systémem jazyka, ale jen konceptuální a fonické rozdíly, které z tohoto systému vyplynuly. To, co je na znaku z ideje, nebo fonického, není tak důležité jako to, co je v ostatních znacích, které jsou kolem něj. Důkazem toho je to, že hodnotu termínu lze pozměnit, a přitom se jeho smyslu či hlásek ani nedotknout, a to jen tím, že se pozmění některý jeho sousední termín. | “ |
| — SAUSSURE, Ferdinand de. Kurs obecné lingvistiky. Praha: Academia, 1996. s. 148 | |   |

## Syntagmatické a asociativní vztahy
Saussure rozlišil dva základní vztahy, do kterých mezi sebou vstupují jazykové znaky, jde-li o jejich hodnotu: syntagmatické a asociativní (Saussure použil výraz asociativní, později se ale ustálil termín paradigmatické). Syntagmatické vztahy vyplývají z lineární povahy jazyka, kdy nelze vyslovit dva výrazy zároveň. Postihují tedy to, jak se k sobě prvky jazyka váží v řetězci promluvy: každé syntagma se skládá alespoň ze dvou následných jednotek. Vztahují se například na slova složená, odvozená nebo na celé věty.
Vztahy asociativní naopak postihují to, jaké další termíny k sobě jiné termíny vážou. Znaky se podle nich sjednocují do různých skupiny podle toho, co mají společného. Například lze vytvořit řadu ze slov „učit“, „vyučit“ nebo třeba „odučit“, protože mají společný kořen. A nebo k sobě lze asociovat slova „vyučovat“, „vyvozovat“ nebo třeba „vymalovat“, protože mají společnou předponu. Saussure tvrdil, že asociativní řady mohou být různého pořádku a počtu. Lingvistům to umožňuje klasifikovat různá paradigmata. V případě češtiny například paradigma skloňování podstatných jmen.
Syntagmatické a paradigmatické vztahy jsou podle Saussura na sobě závislé a podmiňují se navzájem. Lidská paměť podle Saussura uchovává různé typy syntagmat, a když mají být užity, mluvčímu se vybavují různé asociativní skupiny, paradigmata, která může do syntagmat dosadit. Hodnota jazykového znaku tedy vyplývá z toho, na jakém místě může v promluvě stát a jakým jiným znak jej lze nahradit.

## Synchronní a diachronní lingvistika
Rozlišením na synchronní a diachronní rozštěpil lingvistiku na dvě oblasti studia. Synchronní jazykověda popisuje jazyk v jeho statické, současné podobě. Popisuje jeho vlastnosti a fungování v daný okamžik historického vývoje. Synchronní osa popisuje vztahy mezi koexistujícími věcmi bez působení času. Diachronní lingvistika zkoumá vývoj jazyka. Zajímá se o proměny jeho prvků během určitého časového úseku.
Protože Saussure chápal jazyk jako systém hodnot, který je určen okamžitými vztahy mezi jednotlivými jeho částmi, rozlišení mezi synchronním a diachronním studiem považoval za nutnost. Vysvětlit se to pokusil pomocí srovnání se šachovou hrou, kdy stav hry odpovídá stavu jazyka. Hodnota každé figurky závisí na jejím postavení na šachovnici, stejně jako má v jazyce každý termín svou hodnotu kvůli svému postavení ke ovšem ostatním termínům. Aktuální stav hry je vždy momentální, ale vyvíjí se podle změny postavení figurek na šachovnici, přičemž stačí, aby se změnilo postavení pouze jedné figurky a přeskládají se vztahy na celé šachovnici. Podobně tomu je podle Saussura také v jazyce, kdy změna hodnoty jednoho znaku, ovlivňuje hodnotu dalších znaků. Ale člověk, který začne partii sledovat v jakémkoliv stavu, nepotřebuje znát předcházející tahy. Stejně tak mluvčí jazyka nebo lingvista, který jazyk zkoumá, nemusejí znát jeho předcházející podobu, aby jej mohli právě teď užívat nebo popisovat. Samy změny totiž do jazykového systému nepatří.
Synchronní lingvistika se tak má podle Saussura zabývat logickými a psychologickými vztahy, které spojují znaky v jeden systém. Diachronní lingvistika má popisovat vztahy mezi znaky, které se nahrazují, ale systém mezi sebou nevytvářejí. Jinými slovy, diachronní lingvistika neřekne nic o jazykovém systému, protože změny, jimiž se zabývá, nejsou jeho součástí. Každá lingvistika tak popisuje jiné jazykové fakty, které nelze ztotožnit nebo zaměnit.